# 징병제

국가별 병역 제도
모병제
모병제 전환 예정
징모혼합제(징병제와 모병제 혼용)
징병제
군대 없음
(과거: 1968년 국가별 병역제도, 1985년 국가별 병역제도)

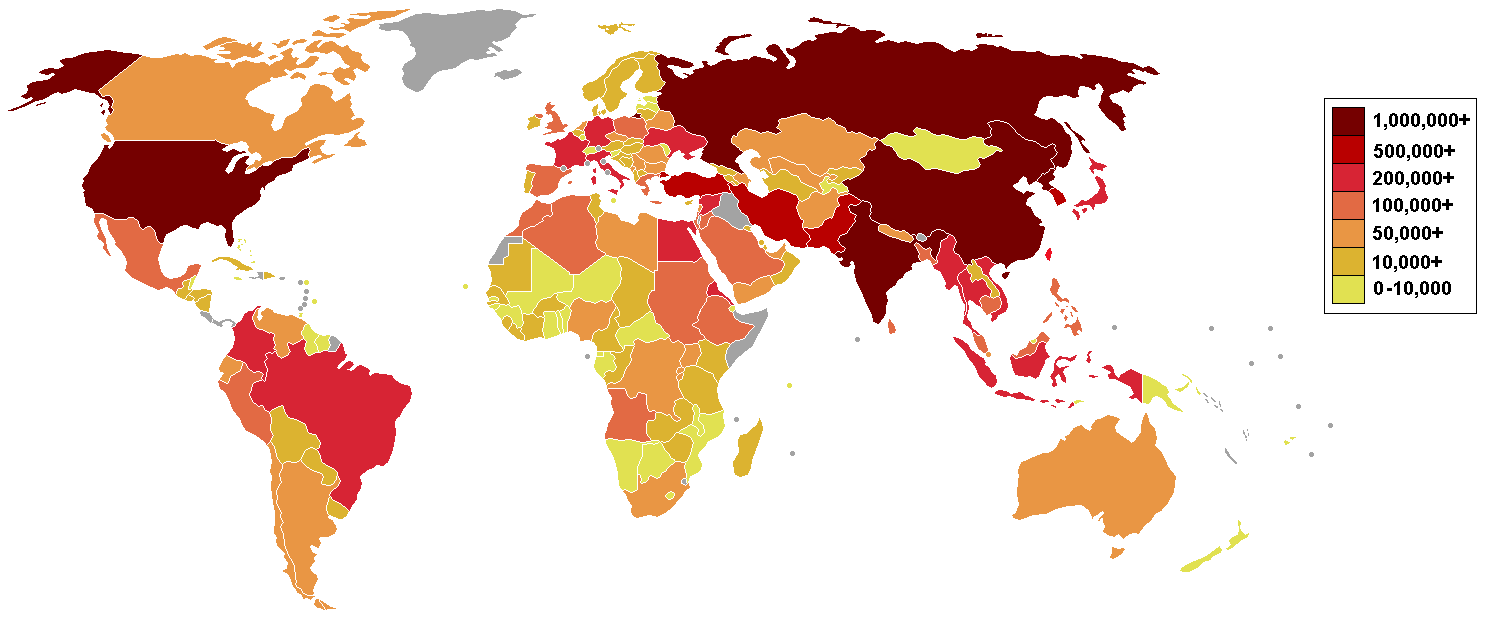
국가별 상비군 병력

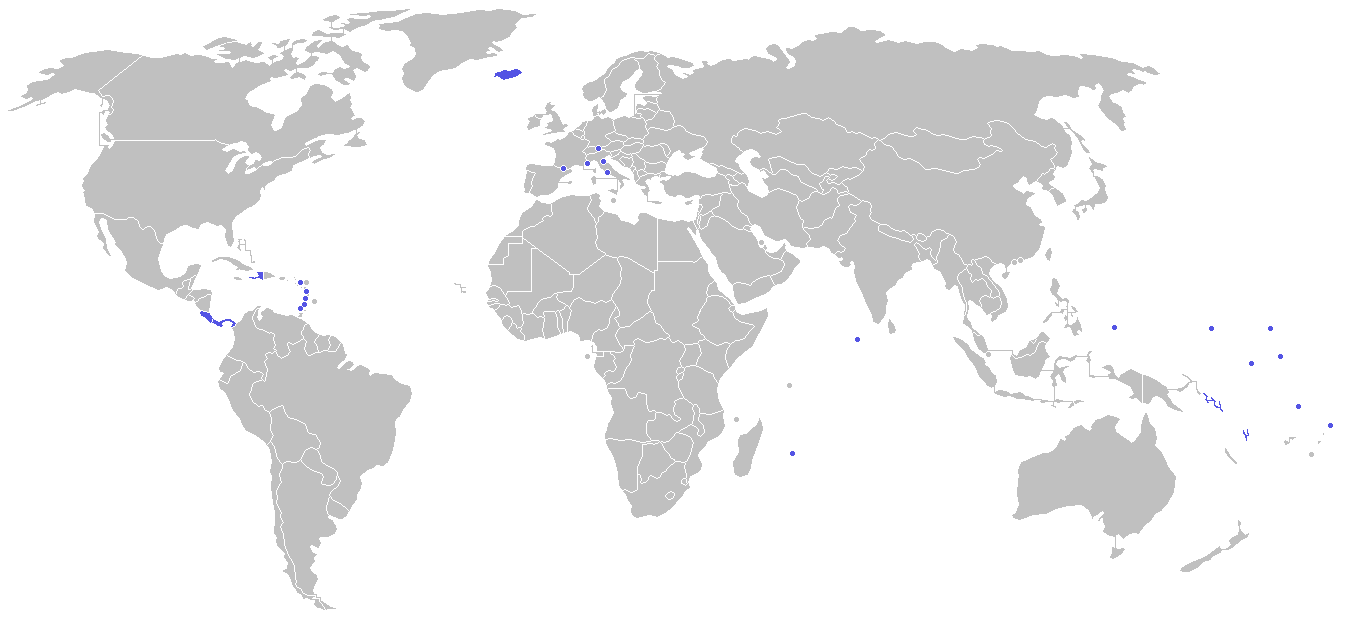
군대가 없는 나라, 보라색 표시

징병제(徵兵制, 영어: conscription) 또는 징집(徵集)은 국가가 국민을 대상으로 해당 국가를 방위할 의무를 강제로 부여하는 제도이다. 관련 법령에서 정하는 일정 연령 이상의 사람들은 반드시 징병검사를 실시해야 하고, 군인으로 일정 기간 복무해야만 한다.
대한민국에서는 일정 연령 이상의 남성들만 군대에서 복역할 의무가 있다. 그러나 이스라엘이나 북한 같은 나라에서는 남녀 상관없이 일정 나이 이상의 국민은 특별한 경우가 아니고서는 모두 군에서 복역해야 한다. 군대 갔다오지 않으면 직장도 못하는 것이 많다.
또한 병역은 크게 보면 징병제와 모병제로 분류 할 수 있다. 이는 주요 세계 기구 연감 기준으로, 물론 징병제나 모병제 소집 군인 모두 국제법 상 동일한 군인으로 간주된다.

## 징병제의 장단점

### 장점
없음

### 단점
- 출산율에 엄청 크게 영향을 받는다. 징병제는 출산율이 일정 수준 이상을 유지해야 제대로 운영될 수 있으며 똑같은 기준, 예를 들면 키 175cm에 몸무게 40kg인 장정이 있을 경우 출산율이 매우 높을 경우에는 병역이 면제되지만 출산율이 약간 낮을 경우 사회복무요원, 심각하게 낮을 경우 현역 복무로 징집되어 일반적인 군인의 구실을 할 수 없음에도 불구하고 군복무를 하게 해서 병력의 질적 수준을 크게 떨어뜨리는 원인이 된다. 실제로도 장애인 징병은 낮은 출산율로 인해 발생하는 것이다. 해당 년도 출생자는 그로부터 20년 후의 병역가용자원이 된다. 실제로도 2022년 생은 2041년에 현역복무판정 검사(신체검사)를 받으며 2042년에 입영대상이 된다. 현재 대한민국의 병역 제도 상, 연간 35만 명 ~ 40만 명 이상 출생해야 징병제를 문제 없이 정상적으로 운영할 수 있다.
- 강제로 복무하기 때문에 군복무에 대한 성의가 없으며 최대한 시간을 때워 의무기간만 흘러보내려고 한다. 이 때문에 최대한 가만히 있으려 하며 뭐든지 대충 한다. 특히 병력들은 시간이 잘 가는 커리큘럼만 원한다. 그리고 제대와 동시에 군대에는 뒤도 안 돌아보고 도망가 버린다.

- 이 때문에 직업군인으로 군복무를 원하냐는 질문에 고등학생은 27.6%이지만 이등병은 12.5%, 일등병은 9.4%, 상등병은 7.7%, 병장은 5.6%, 예비역은 0.2%로 기하급수적으로 군복무하기를 싫어하는 사람들이 증가한다.

- 강제로 복무하기 때문에 병력들은 군복무를 하기 싫어하며 이로 인해 군대에 부정적인 이미지를 심어준다. 이러한 이유로 인해 입영장정들이 가장 선호하는 복무유형은 복무기간이 가장 짧은 과정이다. 과거 석사장교 제도를 실시했을 당시 장교 신분에다 복무기간도 고작 6개월에 불과해 경쟁율이 엄청나게 치열했다. 반면 4년이나 복무해야 하는 부사관은 비교적 지원이 저조한 편이다.
- 이미 징병한 병력들을 넣을 자리를 마련하기 위해 업무에 능숙한 인원을 고의로 제대시켜야만 한다.이로 인해 군대는 언제나 신병들로만 운영된다.
- 징병제라는 틀이 존재하기 때문에 군대 운영에 대해 자유로워지며 이로 인해 국토방위와 아무 상관없는 일들이 자행된다. 과외병, 골프병, 테니스병, 식모병 등은 이로 인해 생긴 부산물들이며 지휘관들이 병력들을 정말 자기 마음대로 전용하게 된다.
- 구타 가혹행위가 엄청나게 심해진다. 모병제에서 구타 가혹행위를 일삼았다간 아무도 입대하지 않으므로 구타 가혹행위를 함부로 못하지만 징병제는 군 입대를 하지 않는 게 불가능하기 때문에 구타 가혹행위가 엄청나게 심해진다.
- 상술된 내용처럼 국가가 국민에게 국가 방위 의무를 강제로 부여한다. 따라서, 군 입대에 대한 개인의 결정권을 제한하기 때문에 헌법 상에 보장된 자유민주주의 사상에 어긋난다고 해석될 수 있다.
- 장교로 입대를 하더라도 장기 복무를 하기 위해서는 별도의 심사를 거쳐야 한다. 이 때문에 대위 정도 되는 매우 높은 계급의 군인임에도 불구하고 제대할 날짜만 손꼽아 기다리는 현상이 발생해 복무에 대한 동기부여가 희박하다.
- 징병 인원을 계속해서 배치하게 되므로 미숙한 병력이 많아져 군의 전문성이 저하될 수 있다. 특히 5각 편제로 운용하는 기계화 부대에서는 경력있는 부사관과 병이 반드시 있어야 하나 징병제를 시행하면 병이 의무복무를 마치고 전역하기 때문에 전문성을 유지하는 데 어려움이 생긴다.
- 자격 미달이나 복무의지가 심각하게 낮은 병역자원도 유입되어 병역의 질이 저하된다.
- 경제적 활성 인구의 감소 및 인재의 비효율적 활용에 따른 사회적 비용 부담이 크다. 통계적으로, 징병제의 실시가 국가 경제 발전에 악영향을 끼친다는 조사가 있다.[2]
- 예체능계나 과학계 같이 긴 경력과 고도의 전문성을 필요로 하는 분야가 군 복무로 인해 매우 취약해진다. 본디 이런 분야는 어렸을 때부터 30년 이상 꾸준이 종사해야 제대로 능력을 발휘하지만 군 복무로 인한 경력 단절은 병역 의무 기간과 상관없이 전문성을 절단하는 매우 나쁜 영향을 끼친다. 일각애서는 대한민국에서 김대중 대통령을 제외하고는 노벨상을 수상하는 사람이 아무도 나오지 않는 것에 대해 대한민국식 징병제가 원인이라 주장하기도 한다.
- 군대에서는 징병제를 하는 사유로 인해 구성원을 계속 충원해야 하기 때문에 기존 인원들을 계속 군대 밖으로 내보내야 한다. 이 때문에 직업 군인이 되더라도 직업 안정성을 보장하지 못하며 이로 인해 속칭 '정치군인'이라 하는, 진급심사에만 특화된 사람들이 수뇌부의 부패 요인이 될 수 있다.
- 군 입대 기피현상과 이를 위한 조직적인 병역비리가 발생한다. 이로 인해 고급 인재가 해외로 유출되는 현상이 발생할 수 있다.
- 징병제 시행국 중 일부 양심적 병역거부를 인정하지 않거나 차별대우하는 국가에서는 여호와의 증인 신앙, 반전주의 신념 등 일부 개인의 사상이 법에 의하여 억압된다.
- 국적포기가 계속 발생한다. 대한민국 뿐만 아니라 이스라엘도 이 문제로 걱정을 하고 있으며 바 라파엘리는 결혼으로 병역을 면제 받은 후 미국으로 귀화했다. 또한 러시아도 마찬가지로 우크라이나 전쟁에 참전하지 않으려고 병역 기피를 하는 청년들이 증가하고 있으며 아예 임산부들이 자기가 곧 낳게 될 아기를 군복무 시키지 않으려고 아르헨티나로 대거 귀화하는 사태가 발생했다.[3]
- 불안정한 국가에서는 쿠데타의 위험 요인이 되기도 한다. (1961년, 1979년, 2024년의 대한민국, 1973년의 칠레, 1976년의 아르헨티나, 2021년의 미얀마) 징병제에서는 병력의 지휘관 개인 사병화(私兵化)를 일으키기 쉬운데, 모병제 군대와 달리 징병된 인원은 의무복무기간 동안 퇴직할 수 없어 의지와 별개로 지휘관의 명령에 따라야 한다.
- 모병제보다 군대의 복무가 불공평해진다. 서민의 아들은 무조건 위관급 장교 이하의 말단 군인으로 군대에 입대해야 하지만 고관대작의 아들은 가짜 진단서나 병역판정담당자 매수 등의 방법으로 군대에 입대시키지 않을 수 있으며 특히 조선인민군의 경우 이런 문제점을 초월하여 더 큰 문제점이 존재하는데 고관대작의 어린 아들이 어느날 갑자기 장성급 장교가 되어 일선 부대의 사단장이나 기타 장성급 장교 참모로 발령되어 오는 일이 빈번하다. 대표적으로 김일성 일족들과 최룡해가 그런 사례이다.
- 인권을 침해한다. 징병제에 경우 강제적으로 군대에 가야 하기 때문에 개인의 인권을  침해한다는 주장이 있다.

## 비판

### 타국 침략을 위한 징병 시도
일부 국가 지도자는 타국을 침략하기 위해서 징병제를 시행하기도 한다. 타국을 침략하는 군대를 결성하기 위해서는 무조건 징병제여야만 하는데 모병제 군대로는 타국을 침략할 병력을 충원하는 게 불가능하기 때문이다. 다른 나라를 침략해서 그 나라 국민들을 학살하기 위해 사람을 모은다고 할 경우, 대상자들의 윤리 의식 때문에 모병에 응하지 않는 경우가 많기 때문이다.
다음은 타국을 침략하기 위해 징병제를 이용한 국가 지도자들이다. 21세기라 하더라도 이런 국가 지도자는 명백히 존재한다.
- 도요토미 히데요시 - 임진왜란
- 나폴레옹 보나파르트 - 나폴레옹 전쟁
- 도조 히데키 - 아시아-태평양 전구
- 아돌프 히틀러 - 유럽 전구 (제2차 세계 대전)
- 김일성 - 6.25 전쟁
- 사담 후세인 - 이란 이라크 전쟁, 걸프 전쟁
- 블라디미르 푸틴 - 러시아-우크라이나 전쟁[4]

### 병영부조리에 한없이 관대함
모병제는 군대를 기업과 동일하게 운영해야 하기 때문에 병영부조리에 대해 매우 민감하지만 징병제는 군복무를 법으로 규정하고 있기 때문에 되려 병영부조리를 이용해서 쉬운 관리통제를 하고 있다. 그 때문에 러시아군에서 데도브시나가 발생하는 등 징병제 군대는 구타 가혹행위가 매우 심해 그로 인해 골치를 썩고 있다.

### 성 차별
일부 여성주의자를 포함하여 남성주의자들 :102은 징병제 또는 의무적 군 복무 제도를 성차별적이라고 비판한다. 이들은 남성에게만 군 복무를 강요하는 것은 차별이라고 여긴다. 남성 징집은 남성에 대한 폭력을 정상화하고, 징집병들은 남성에 대한 성차별과 폭력에 참여하도록 세뇌되며, 군사 훈련은 징집병들을 가부장적인 성 역할로 고정시킨다고 비판한다.

## 국민개병제도와 병역의 분류
국민개병제도의 정의, 그에 따른 병역의 분류는 다음과 같다.
- 국민개병제도는 한 국가의 국민으로 일정한 연령에 달하면 일정기간 군에 복무하도록 거의 반 강제하는 제도이다. 이는 전시에만 징집하는 경우와 평시에도 징집하는 경우로 나뉜다.
  - 평시에도 징집한다면 이는 징병제이다.
  - 스위스는 2016년부터 예비군 징병제를 폐지하였다.[15]
  - 세르비아는 2010년 12월 15일부터 징병제를 폐지하였다.[16][17] 독일은 그 후 2011년 7월 1일부터 공식 폐지하였다. 2010년 7월부터 폐지 전까지 현역과 사회복무(Zivildienst) 모두 6개월을 복무하였다.
- 평시에는 징병하지 않고, 전시에만 징병한다면 이는 징병제가 아닌 보통의 모병제(전시 징병제)이다. 미군이 대표적이다. 미국의 징병제 폐지 전 베트남 전쟁 당시 복무기간은 1년이었다.
  - 학군사관은 원래 모병제 군대에서 징병제로 전환할 때 장교로 징병할 인원을 미리 훈련시키는 제도이다. 징병제 국가임에도 학군사관 제도를 실시하는 대한민국이 특이한 경우이다.

### 징병제와 민병제, 선택적 징병제
- 징병제는 모든 국민이 스스로를 병역자원으로서 국가에 제공하여야 한다는 사상을 근간으로 한다. 모병제로 가는 과도기인 민병제를 포함한다. 이 때 병역이란 평시나 전시, 현역과 제2국민역의 여부를 막론하는 포괄적인 국민의 의무를 말한다.
- 징병제는 일반적으로 오랜 기간의 실역(대체복무를 포함)에 복무시키는 제도를 말한다. 한편 (항상 쓰이는 구분은 아니나)민병제란 국민들에게 짧은 기초군사교육 및 후반기교육만을 강제하고 이후 예비역으로 편입하여 유사시에만 동원되도록 의무를 부과하는 제도를 말한다. 흔히 1년 이상의 훈련을 강제하는 것은 민병제로 보지 않는다.
- 현재 징병제 국가의 상당수가 민병제를 시행하고 있으나, 10년 넘게 민병제인 상태를 유지하는 국가는 스위스를 제외하고는 없으며, 완전한 모병제로 전환하는 추세이다. 2016년에는 스위스도 예비군 징병 제도를 폐지하였다.[18]
- 선택적 징병제란 징병제가 법적으로는 존재하나 그 수가 적으며 강제성도 약하여 사실상 모병제에 가까운 경우를 일컫는다.

### 모병제(전시 징병제)
- 모병제는 전문적 군인을 모집하여 국방을 담당시키는 제도이다.
- 현재 대한민국에서도 모병제 도입에 관한 논의가 진행 중이며, 2020년 1월에는 국회 국민동의청원에 모병제 도입 청원이 게시되기도 하였다.[깨진 링크(과거 내용 찾기)]
- 몇몇 국가에서는 용병을 보충하여 모병제를 시행한다. 용병은 외국의 국민들을 고용하여 병력을 유지하는 제도를 말한다. 이를테면, 프랑스의 외인부대, 사우디아라비아의 용병(특히 방글라데시로부터), 로마 교황청의 스위스 근위대 등이 이에 해당한다

## 군대가 없는 나라
- 전 세계에 군대를 보유하지 않은 국가는 37개 나라가 있다. 보통 동맹 또는 속령 관계인 타국에 국방을 위탁한다.

## 징집 유형에 따른 징병제 국가 목록
- 가나다 순
- 징병제/모병제, 징병대상, 복무기간 등에 관한 정보는 CIA WORLDFACT BOOK을 참조하였다.[19]
- 선택적 징병제나 민병제, 비전투병 복무 모두 징병제를 시행하는 국가로 간주한다. 단, 헌법에 국민개병제를 명시할 뿐 평시에는 어느 누구도 징병하지 않을 경우, 모병제로 간주한다.

### 징모혼합제
징모혼합제는 징병제와 모병제가 제도상 공존하는 것을 일컫는 말로, 태국과 같이 실제로 모병과 징병을 둘 다 실시하는 경우가 있고, 한편 사실상 모병제를 시행하면서 법적으로는 징병제로의 전환 가능성도 열어두는 경우가 있다.
- 러시아
- 말리
- 버뮤다
- 브라질
- 싱가포르
- 차드
- 콜롬비아
- 쿠웨이트
- 태국

### 선택적 징병제
선택적 징병제란 법적으로는 징병제이나 병역 대상자 상당수가 실제로는 복무하지 않는 경우를 가리킨다.
- 기니비사우
- 니제르
- 멕시코
- 모잠비크
- 베냉
- 베트남
- 세네갈
- 중앙아프리카 공화국
- 차드
- 카보베르데
- 태국
- 토고

### 대체복무 또는 비복무를 선택할 수 있는 국가
- 리투아니아
- 멕시코
- 벨라루스
- 스위스
- 알제리
- 앙골라
- 이란
- 키프로스
- 파라과이

### 남녀 모두 징병대상인 국가
남성과 여성을 모두 징병하는 국가의 경우, 여성의 병역의무 기간은 남성보다 짧은 것이 통상적인 관례이다. 일례로 이스라엘의 경우 남성은 2년, 여성은 1년 8개월이며 조선민주주의인민공화국은 남성은 보병부대는 10년, 특수부대는 13년이고 여성은 일반 부대는 5년 특수부대는 7년이다.
- 모로코
- 모잠비크
- 볼리비아
- 에리트레아
- 이스라엘
- 차드
- 카보베르데 (징모혼합제)
- 쿠바
- 탄자니아
- 튀니지

#### 여성이 자원입대 가능한 국가
- 아랍에미리트
- 에스토니아
- 오스트리아
- 핀란드

### 특정 지역 및 신분에 해당하는 징병대상인 국가
- 영국 : 일반 영국인은 모병제이고 버뮤다 지역 시민은 징병제이다. 그리고 영국 왕실 구성원은 남군 여군 모두 왕실 규칙에 따라 장교의 신분으로 징집하는 징병제이다.

## 복무기간에 따른 시행 국가

### 1년 이하
- 그리스: 1년.  대체복무 기간은 1년 5개월, 예비군은 없다. 2004년부터 미필자 중 35세 이상은 8,505 유로(한화 약 1,300만 원)을 납세하면 면제된다. 자원입대는 17세부터 가능하며, 19~45세 대상은 징병대상이다. 과거 육군은 9개월, 해군과 공군은 1년이었지만, 2021년 3월 육.해.공군 모두 1년으로 조정하였다.
- 러시아: 1년. 징모혼합제로 징병대상자가 적다. 군인들의 인권 유린문제가 거론되면서 향후 폐지가 거론되고 있다. 대통령 블라디미르 푸틴은 재임 기간에 1년 간의 복무기간을 유지하는 대신 징집병을 전투에 투입하지 않겠다고 선언하였다. 18~27세를 대상으로 징집되며, 17세부터 병적에 등록되어 예비군은 50세까지이다.[20] 2020년 기준 군 병력의 90%를 모병제로 충원하였다. 대체복무를 선택할 수 있으며, 기간은 24개월이다. 그 장소는 정부가 지정하는데, 교도소나, 건설현장, 의료·복지기관 등에 주로 배치된다. 하지만 러시아-우크라이나 전쟁을 일으킨 이후부터는 징집사병을 강제로 직업사병으로 신분을 전환시켜 논란이 되고 있다. 현재 우크라이나 전쟁으로 인해 러시아군 병력이 40만 명 이상 전사했다.
- 멕시코: 1년. 선택적 징병제. 18세부터 징병된다. 신체검사 후 적격으로 판정된 인원 중 제비뽑기를 실시하여 검은 공을 뽑은 청년은 면제되고 흰 공을 뽑은 청년은 인근 부대에서 매주 토요일 하루만 근무하고 1년 후 종료.[21] 16세는 별도의 승인이 있어야 입대 가능하다. 여성도 직업군인으로 근무할 수 있다. 확률은 검은 공이 60%, 흰 공이 40%라고 한다.
- 몰도바: 1년. 18세부터 징병/모병된다. 16세의 남성은 병적에 등록해야 한다.[22]
- 볼리비아: 1년. 18~49세를 대상으로 남녀 모두 1년 간 징병. 시민권 필요, 자원입대는 17세부터 가능.[23]
- 브라질: 9개월 ~ 1년. 징집 대상자라 하더라도 연간 징집 인원이 초과되어 대부분이 병역의무를 면제받고 있다. 징집된다 하더라도 어느 정도 객관적인 사유만 입증할 수 있으면 어렵지 않게 병역을 면제받을 수 있다. 브라질의 젊은이들 가운데는 징집 인원 초과로 병역을 면제받은 경우를 흔히 볼 수 있다. 약 95% 이상이 면제받고 있다.[24]
- 알제리: 1년.
- 우즈베키스탄: 1개월 ~ 1년, 남성에 한하여 징병. 입대가능자가 적어 경쟁률이 높다. 병역세로 복무기간을 대체하여 1개월까지 단축가능하다. 1달 당 복무값은 대략 180만 솜(환율로 대략 80만 원).[25]
- 카타르: 18~35세를 대상으로 징병. 18∼35세 남성에게 4개월간, 대학원 졸업생의 경우 3개월.
- 튀르키예: 21~41세 남성을 대상으로 징병. 자원에 한하여는 18세. 4년제 대학 졸업자는 6개월 ~ 1년, 4년제 대학 미만은 1년 복무. 징병대상자는 20세 때 등록, 21세 때 복무한다. 여성은 육군 장교로만 복무 가능하다. 41세까지 예비군. 외국에서 유학하거나 취업한 27세 이상 남성은 18,000리라(약 896만원)를 내면 병역 의무가 면제된다.[26] 2020년대 안에 모병제로 전환할 예정이다.
- 튀니지: 1년. 자원입대는 18세, 징병은 20세부터 가능.
- 파라과이: 징병/모병 혼합. 육군은 1년, 해군은 2년. 18세부터 대상, 공군으로서의 모병은 22세 미만과 중등교육 이수 필요.[27]
- 핀란드: 전투병은 병과에 따라 6개월/9개월/1년. 대체복무의 경우 1년. 이후 병 출신은 50세까지, 부사관 및 장교 출신은 60세까지 예비역의 의무가 있다.

### 1년 ~ 18개월
- 라오스: 1년 6개월. 18세 이상을 대상으로 징병.[28]
- 베냉: 선택적 징병제. 남녀 모두 1년 6개월.
- 벨라루스: 1년 ~ 1년 6개월. 학력에 따라 다름. 18~27살 남성을 대상으로 징병.[29]
- 에리트레아: 1년 4개월. 남녀 모두 징병. 18~40세 대상.
- 우크라이나: 육군 및 공군 1년, 해군 1년 6개월. 18~25세 대상.[30] 빅토르 유셴코가 율리아 티모셴코의 징병제 폐지 법안을 통과시켜 2015년 이후 폐지할 계획이었지만 2022년 러시아-우크라이나 전쟁으로 인해 무기한 연기되었다.
- 이란: 1년 6개월. 징병은 19세부터 시행되며, 여성은 군에 입대할 수 없다. 한편 15세부터 동원예비군, 16세부터 자원입대, 17세부터 의무경찰에 입대할 수 있다.[31] 운동선수 중 올림픽 3위 이내, 세계선수권 2위 이내, 아시안게임 1위 달성자는 병역특례를 부여한다.
- 카보베르데: 1년 2개월. 선택적 징병제.
- 콜롬비아: 18~24세를 대상으로 징병 (중졸 이하 18~24개월, 고졸 12개월, 지원병 및 농업 종사자 12~18개월로 복무 기간에 차이가 있다.군 복무기간은 연금을 납부한 기간으로 인정해 준다고 한다. 기혼자, 성직자, 아버지가 사망해 생계를 책임지는 남성은 병역을 면제해준다.)
- 키르기스스탄: 1년 6개월. 18세 이상을 대상으로 징병.
- 키프로스: 18~50세 그리스 남성에 한하여 14개월. 대체복무 시 18개월.[32]

### 18개월 이상
- 기니비사우: 2년. 18~25세 대상 선택적 징병제 실시. 공군은 지원제.[33]
- 니제르: 2년. 선택적 징병제 실시. 17~21세 대상, 니제르 시민권자이며 미혼인 자만 징병하고 있다. 여성은 간호분야에만 직업으로 근무 가능하다.
- 대한민국: 복무 기간은 18개월~3년(육군/해병대 18개월, 해군 20개월, 공군/사회복무요원 21개월, 양심적 병역거부자(신앙 사유 한정)에 대한 대체역은 3년)이며, 18세~35세의 남성은 병역의 의무를 가진다. 정확히는 국군에서 징병권을 가지고 있는 군은 육군뿐이고 나머지 해군, 공군, 해병대는 지원해서 가야 하므로 사실상 징모혼합제에 가깝다.

- 리비아: 2년. 18세부터 징집 및 모집이 가능하다.[34]
- 말리: 2년. 18세 대상. 징모혼합제.
- 모잠비크: 2년. 선택적 징병제. 18~35세 대상. 직업군인도 18세부터 가능하며, 동시에 18세 이상 모든 남녀는 병적에 등록해야 한다.
- 버뮤다: 3년 2개월. 복권식 선택적 징병제로 파트타임 복무. 심사를 거쳐 징병을 거부할 수 있음. 다만, 영국의 식민지여서 군대는 없고, 이 때는 영국군에 징병된다.
- 베트남: 18~24개월. 육군과 방공군은 1년 6개월, 해군과 공군은 2년. 18~25세를 대상으로 징병한다. 선택적 징병제로, 징병 대상자가 비교적 적다. 다만 18~45세의 남성과 18~40세의 여성은 예비군과 자위군(민방위)로 복무해야 한다. 공부를 해야 하는 대학생은 증명서만 있으면 병역이 면제되며 사회적으로 보호받아야 할 장애인이나 병약자, 가정 형편이 어려운 사람들도 군대에 가지 않는다.[35]
- 세네갈: 2년. 자원입대는 18세, 징병은 20세부터 시행함. 선택적 징병제. 2008년부터 여자도 입대가능.[36]
- 수단: 1~2년. 18~33세의 남녀 모두 징병된다. 징모혼합제이다.
- 싱가포르: 2년. 징모혼합제. 입영연기 제도가 없다. 도시국가인 이유로, 섬에서 받는 기초군사교육을 제외하면 출퇴근 근무가 가능하다. 적어도 주말에는 외박을 나오는 경우가 많다. "특정 날짜에는 반드시 쉬어야 한다"는 종교의 교리에 따르는 병사는 해당일에 훈련을 받을 수 없는 경우 일단 열외시켰다가 다른 부대에서 동일한 훈련을 할 때 파견 형식으로 참가시킨다. 또한 훈련병은 36만 원, 이등병은 40만 원 가량을 받는다. 병역을 이행하지 않으면 공무원이 될 수 없고 공기업에도 취업할 수 없다. 18~21세 남성을 징집한다. 자원입대는 16세부터 가능하다. 특이하게 영주권자들도 징병 대상이 된다. 예비군 복무는 부사관과 병은 40세까지, 장교는 50세까지이다.[37][38][39]
- 아랍에미리트: 중졸 이하의 학력자는 2년, 고졸 이상의 학력자는 9개월이다. 18∼30세의 UAE 남성은 의무적으로 병역 대상으로 등록해야 하며, 군, 국방부, 내무부, 국가안보청 등의 국가기관에서 군 복무를 하게 된다. 정당한 사유 없이 29세까지 군 복무를 하지 않으면 1개월∼1년의 징역형이나 1만∼5만 디르함(약 300만∼1,500만원)의 벌금을 물고서 30세가 넘더라도 군 복무를 해야 한다. 군 복무를 마친 국민에게는 정부 기관이나 민간 기업 취업 시 우선권이나 결혼 보조금·주택 보조금·장학금 수령 시 추가 지원 등 각종 혜택이 주어진다.
- 아르메니아: 2년. 18~27세를 대상으로 징/모병시행. 17세부터 사관생도 입대가능. 2013년 양심적 병역 거부에 대한 대체복무제도 도입. 대체복무제는 3년 6개월 복무해야 함.[40]
- 아제르바이잔: 18~24개월. 대학 졸업자는 1년.
- 앙골라: 2년. 시민권자만 징병함. 민병제, 비무장, 비전투병 지원제도 실시.
- 이스라엘: 남성 2년, 여성 1년 8개월.여성은 비전투병으로만 복무하며, 전투병은 2년으로 더 길다. 여성은 또한 출산 등을 이유로 면제받을 수 있다. 현재 남성 2년, 여성 18개월로 단축하는 중이다. 유대교와 드루즈교 신자만 징병되며, 기독교, 이슬람교, 불교 신자 및 체르케스인은 자원에 한하여 입대 가능하다. 즉 유대교와 드루즈교 신자를 제외하고는 나머지는 모병하나 해당 군종장교도 운영한다. 단 힌두교는 이스라엘군에서 인정하지 않는다. 장교는 4년이며, 파일럿은 9년 간 복무해야 한다. 전역 후 예비군으로는 각각 남성은 41~51세, 여성은 24세까지 복무해야 한다. 또한 비폭력주의 등 비종교적 신념에 따라 병역을 거부할 경우 심사를 거쳐 대체복무를 부과한다.
- 이집트: 소속별 14개월 ~ 3년.[41] 이후 9년 간 예비군으로 소집된다. 대학 재학 이상은 1년, 고등학교 중퇴 이상은 3년간 복무. 전투경찰, 해양경찰, 보안군, 국경경비대로의 전환복무도 시행하고 있다. 이슬람교 신자만 입대가 가능하여, 오리엔탈 정교회인 콥트 교회 신자는 입대할 수 없다. 외아들 역시 병역이 면제된다. 병역을 필하지 않으면 사회 진출이 극히 제한된다. 과거 중동전쟁으로 인하여 아프리카 대륙 국가 중 제일 강한 군사력을 보유하고 있다.
- 적도 기니: 2년. 18세부터 선택적 징병제.
- 조선민주주의인민공화국: 참고로 국가는 아니다. 14세가 되는 해 징병대상자로 등록 후, 16세 때 징병검사를 하여, 이듬해 17세에 정식으로 입대한다. 복무기간은 남성 보병부대 10년 특수부대 13년, 여성 보병부대 5년 특수부대 7년. 복무 중 의무적으로 경제활동에 투입되는데,[14] 조선인민군은 농업과 공기업 기능도 겸하고 있다. 이들은 국가에서 제일 거대한 생산집단이며, 동시에 소비집단이다. 전역 후 계급에 상관없이 60세까지 예비역으로 복무한다. 다만 2000년대 들어서부터 병무행정이 원활히 시행되지 못하고 있다.
- 중앙아프리카 공화국: 2년. 선택적 징병제.
- 차드: 남성 3년, 여성 1년. 단 여성은 선택적 징병제로서 향토방위에도 종사할 수 있다.
- 쿠바: 2년.
- 태국: 2년이지만 자원입대 시 1년. 모병으로 충원된 인원이 부족한 경우에 한하여 제비뽑기로 선발하여 10%만이 징병된다. 제비는 구체를 많이 넣은 상자에서 구체를 뽑아 실시하며 흑구(黑球)를 뽑으면 면제, 적구(赤球)를 뽑으면 현역 입영 대상이 된다. 자원입대는 18세부터 가능하다.
- 타지키스탄: 2년. 18세부터 징병됨.[42]
- 투르크메니스탄: 2년. 4년제 대학생은 1년간 복무. 18~27세 남성을 징집. 자원입대는 20세, 군사학교는 15세부터 입학가능.[43]

## 같이 보기
- 모병제
- 현역, 상근예비역, 예비역, 보충역, 전시근로역, 병역면제
- 대한민국 국군, 국방개혁 2020, 사회복무제도
- 전문하사
- 대한민국의 병역 제도, 조선의 병역 제도
- 병역, 징병검사, 모병제, 세병제, 용병
- 대체복무제, 양심적 병역 거부
- 병역 기피
- 징병제에 대한 반대
- 소년병, 연천군부대 총기 난사사건, 박노항
- 2004년 대한민국 프로 야구 병역 비리 사건, 2004년 병역 비리
- 주한미군, 주일미군
- 병력에 따른 나라 목록, 군대가 없는 나라 목록
- 나라별 병역 제도
  - 대한민국의 병역 제도
  - 조선민주주의인민공화국의 병역 제도
  - 일본의 병역 제도
  - 미국의 병역 제도
  - 영국의 병역 제도
  - 이스라엘의 병역 제도
- 병역법